# Joe Inoue
Joe Inoue hay Inoue Joe (井上 ジョー Inoue Jō) (sinh ngày 30 tháng 8 năm 1985) là ca sĩ kiêm nhạc sĩ rock người Mỹ gốc Nhật trực thuộc quyền quản lý của hãng thu âm Ki/oon Records, tập đoàn Sony Music Entertainment Japan. Bài hát "CLOSER" của anh được sử dụng làm ca khúc mở đầu thứ tư trong loạt anime Naruto: Shippūden.

## Lý Lịch
- Tên thật: Inoue Joe
- Tên gốc (trong tiếng Nhật): 井上 ジョー
- Tên thân mật: Joe, Joe-kun
- Ngày sinh: 30 tháng 8 năm 1985
- Cung: Xử Nữ
- Chòm sao: Virgo
- Khả năng: chơi nhạc cụ (ghi-ta, trống, bass, piano...), sáng tác, dẫn chương trình, tấu hài.
- Sở thích: viết blog, lướt ván, đọc manga, xem truyền hình...
- Ngôn ngữ: tiếng Nhật, tiếng Anh

## Tiểu sử
Inoue Joe sinh ra và lớn lên tại Los Angeles, California sau khi cha mẹ chuyển sang định cư tại Hoa Kỳ vì công việc. Anh lớn lên trong môi trường âm nhạc từ nhỏ nhưng chỉ thực theo đuổi nó bắt đầu từ những năm giữa trung học. Thói quen và sở thích lắng nghe nhiều thể loại âm nhạc khác nhau đã giúp cho Joe phát triển linh hoạt khả năng sáng tác cũng như trình bày ca khúc của mình.

## Sự nghiệp
Sau khi tốt nghiệp, Inoue Joe bắt đầu ghi lại những sáng tác của mình vào một bản thu âm nhiều ca khúc (năm 2003). Mọi công đoạn thực hiện bản thu này từ thể hiện ca khúc, chơi nhạc cụ, thiết kế đĩa... đều do một tay anh thực hiện.
Năm 2005, Joe gửi bản thu âm thử của mình về quê hương Nhật Bản và được hãng Ki/oon Records ký hợp đồng.
Đĩa e.p. IN A WAY bao gồm 5 ca khúc phát hành vào 19 tháng 9 năm 2007 trở thành CD ra mắt của Inoue Joe, theo sau đó là đĩa đơn đầu tay HELLO! (16 tháng 7 năm 2008).
Bài hát "CLOSER" nằm trong đĩa đơn thứ hai của anh được chọn làm ca khúc mở đầu thứ tư cho loạt anime Naruto: Shippūden, từ tập 78 đến tập 102.
Ngày 8 tháng 4 2009, Inoue Joe ra mắt album đầy đủ đầu tiên mang tên ME!ME!ME!.
Ngày 22 tháng 7 đánh dấu một mốc mới trong sự nghiệp âm nhạc của Inoue Joe. SHOWCASE#1 được tổ chức tại Tokyo, Joe biểu diễn 6 ca khúc đã ra mắt. Cũng trong dịp này, các sản phẩm ăn theo lần đầu được bán ra.
Với việc hát chính cho "OK Sampler (WhatAaaa ReChamploo)", ca khúc thứ 6 trong album pleasure của RYUKYUDISKO, Joe khởi động những dự án hợp tác với nhiều nghệ sĩ Nhật Bản khác thuộc cùng công ty quản lý (TOTALFAT, TETSUYA). Anh đảm nhận nhiều vai trò khác nhau trong những sản phẩm này: hát chính, rap đệm, sáng tác lời...
Năm 2010, ca khúc "Kaze no Gotoku" (風のごとく; Like the wind) trong đĩa đơn thứ 5 ra mắt vào ngày 4 tháng 8 được chọn làm bài hát mở đầu thứ hai trong loạt anime Yorinuki Gin Tama-san.
Ngày 27 tháng 2 2011, hai ca khúc sử dụng làm nhạc nền trong các anime nổi tiếng được Inoue Joe biểu diễn tại sân khấu NHK Fureai, cùng xuất hiện với ban nhạc visual-kei girugamesh. Đây là buổi ghi hình nằm trong chương trình J-MELO của kênh truyền hình quốc tế Nhật Bản NHK World. Đến ngày 7 tháng 3, chương trình phát sóng trên toàn thế giới.

## Âm nhạc

### Album
- [2007.09.19] IN A WAY
- [2009.04.08] ME!ME!ME!
- [2010.10.06] DOS ANGELES

| Album # | Thông tin                                                       | Xếp hạng Oricon | Xếp hạng Oricon | Tiêu thụ (bản) |
| Album # | Thông tin                                                       | Thứ hạng        | Số tuần         | Tiêu thụ (bản) |
| ------- | --------------------------------------------------------------- | --------------- | --------------- | -------------- |
| e.p.    | "IN A WAY" - Phát hành: ngày 19 tháng 9 năm 2007                | 220             | 1               | —              |
| 1       | "ME!ME!ME!" (CD/CD+DVD) - Phát hành: ngày 18 tháng 4 năm 2009   | 86              | 1               | —              |
| 2       | "DOS ANGELES" (CD/CD+DVD) - Phát hành: ngày 6 tháng 10 năm 2010 | 136             | 1               | —              |

### Single
- [2008.07.16] HELLO!
- [2008.12.17] CLOSER
- [2009.02.18] Maboroshi (幻; Ảo ảnh)
- [2009.07.22] GO★
- [2010.08.04] Kaze no Gotoku (風のごとく; Như cơn gió)

| Single # | Thông tin | Xếp hạng Oricon | Xếp hạng Oricon | Tiêu thụ (bản) |
| Single # | Thông tin | Thứ hạng        | Số tuần         | Tiêu thụ (bản) |
| -------- | --- | --------------- | --------------- | -------------- |
| 1        | "HELLO!" - Phát hành: ngày 16 tháng 7 năm 2008                                                                                    | 198             | 1               | —              |
| 2        | "CLOSER" - Phát hành: ngày 17 tháng 12 năm 2008 (gồm ca khúc trong anime Naruto: Shippūden)                                       | 22              | 7               | —              |
| 3        | "Maboroshi (幻; illusion)" - Phát hành: ngày 18 tháng 2 năm 2008                                                                  | 156             | 1               | —              |
| 4        | "GO★" - Phát hành: ngày 22 tháng 7 năm 2009                                                                                       | -               | -               | —              |
| 5        | "Kaze no Gotoku (風のごとく; Like the wind)" - Phát hành: ngày 4 tháng 8 năm 2010 (gồm ca khúc trong anime Yorinuki Gin Tama-san) | 33              | 3               | —              |

### Compilation
Ngoài những đĩa đơn và album chính thức phát hành bởi hãng thu âm Ki/oon Records, Inoue Joe còn góp mặt trong một số CD tổng hợp nhiều ca khúc hay góp mặt trong album của nghệ sĩ khác.
- [2007.12.09] "White Out 4 -real snowboarder's compilation-" / Nhiều nghệ sĩ (Ca khúc số 3. Kakusei)
- [2009.09.23] "pleasure" / RYUKYUDISKO (Ca khúc số 6. OK Sampler (WhatAaaa ReChamploo), hát chính)
- [2010.07.14] "Best Hit NARUTO" (+DVD, số lượng phát hành giới hạn) / Nhiều nghệ sĩ (Ca khúc số 5. CLOSER)
- [2010.11.15] "COME ON!" / TETSUYA (Ca khúc số 5. EDEN, rap đệm)
- [2011.05.04] "World of Glory" / TOTALFAT x Inoue JOE

### Download
Bên cạnh những ca khúc nằm trong các đĩa nhạc phát hành, Inoue Joe còn ra mắt một số ca khúc chỉ được bán qua hệ thống download mạng điện thoại Nhật Bản hoặc mạng internet thông qua tổ chức thứ ba (mora / mora win)
- "Very Big X'mas" (25 tháng 12 năm 2009)
- "LIGHTS" (21 tháng 4 năm 2010)
- "CLOSER (phiên bản tiếng Anh)" (19 tháng 5 năm 2010)

## Hoạt động

### Live[1][5]
- [2007.12.02] Biểu diễn tại Shangri-La (シャングリ・ラ), Osaka.
- [2007.07.22] JOECASE#1, diễn ra tại Tokyo.
- [2009.12.25] JOECASE#2, diễn ra tại Shibuya O-Nest, Tokyo.
- [2010.03.12] JOECASE#3, diễn ra tại Omotesando FAB (表参道ＦＡＢ), Tokyo.

### Radio
Inoue Joe là MC cho hai chương trình radio mang tên mình.
- JOE24 trên sóng NACK5, Nhật Bản (tần số 79.5Mhz) từ 24:00 đến 24:30 thứ 6 hàng tuần theo giờ Nhật Bản (tương đương với 00:00-00:30 thứ 7 theo lịch quốc tế)
- It's JOE time, web radio hàng tuần[1].